# Barmpton
Barmpton est un village du comté de Durham, en Angleterre. Il est situé dans le sud du comté, à quelques kilomètres au nord-est du centre-ville de Darlington. Administrativement, il fait partie de la paroisse civile de Great Burdon, qui appartient au borough de Darlington.
Le village est traversé par la Skerne (en), un affluent de la Tees.